# Xantusia gracilis
Xantusia gracilis là một loài thằn lằn trong họ Xantusiidae. Loài này được Grismer & Galvan mô tả khoa học đầu tiên năm 1986.